# Michael Adams
Pour les articles homonymes, voir Michael Adams (homonymie) et Adams.
Cet article utilise la notation algébrique pour décrire des coups du jeu d'échecs.
Michael Adams, né le 17 novembre 1971 à Truro, Cornouailles en Angleterre, est un grand maître britannique du jeu d'échecs. Il a été champion de Grande-Bretagne à neuf reprises (en 1989, 1997, 2010, 2011, 2016, 2018, 2019,  2023 et 2025) et finaliste du championnat du monde de la Fédération internationale des échecs 2004 et éliminé de la finale par Anand lors du championnat du monde de la Fédération internationale des échecs 2000.
Au 1er septembre 2013, il est le 12e joueur mondial, et le no 1 britannique, avec un classement Elo de 2 761 points, record personnel obtenu avec sa victoire au tournoi d'échecs de Dortmund 2013.

## Biographie et carrière

### Champion de Grande-Bretagne à dix-sept ans
Adams gagne le championnat national britannique en 1989 à l'âge de 17 ans, puis remporte un deuxième titre en 1997, ex æquo avec Matthew Sadler.
Il n'y a plus participé pendant dix ans. Dans les années 2010, il l'emporte à nouveau en 2010, 2011, 2016, 2018 (après un match de départage avec Luke McShane), 2019, 2023 et 2025.

### Participations aux championnats du monde

#### Tournois des candidats (1993-1994)
- En 1993, Michael Adams finit premier à égalité avec Viswanathan Anand dans le tournoi de sélection de Groningue qui détermine le challenger de Garry Kasparov pour le titre de champion du monde de la Professional Chess Association. Il parvient au stade des rencontres à élimination directe (le tournoi des candidats), où il bat Sergei Tiviakov au premier tour, mais est éliminé par Anand au deuxième tour à Linares.
- En 1993, Adams finit deuxième ex æquo du tournoi interzonal de Bienne et se qualifie pour le tournoi des candidats du championnat du monde de la Fédération internationale des échecs (FIDE). En  1994, il est éliminé par Boris Guelfand dès le premier tour.

#### Tournois à élimination directe (de 1997 à 2004)
De 1997 à 2004, Adams participa aux cinq championnats du monde de la Fédération internationale des échecs (FIDE).
- En 1997, il prend part à la phase qualificative du championnat du monde de la Fédération internationale des échecs 1997-1998 à Groningue, qui était uniquement basé sur des rencontres à élimination directe. Cette phase qui doit déterminer l'adversaire du tenant du tire, Anatoli Karpov, inclut la plupart des meilleurs joueurs (Garry Kasparov, Vladimir Kramnik et Gata Kamsky étaient les seuls absents de marque à signaler), et Adams gagne contre Gueorgui Guéorgadzé, Sergei Tiviakov, Peter Svidler, Loek van Wely, et Nigel Short, avant de chuter contre Viswanathan Anand en finale. Lors de la finale, les quatre parties au contrôle de temps classique étaient toutes nulles, tout comme les quatre parties rapides avec un temps à la pendule plus limité du départage, avant qu'Anand ne gagne la partie de départage finale à la « mort subite » (blitz où les Blancs ont 6 minutes et les Noirs 5, et les Blancs ont l'obligation de gagner)
- En 1999, il atteint les demi-finales du championnat du monde FIDE de Las Vegas avant d'être éliminé par Vladimir Akopian.
- En 2000, Adams parvient au stade des demi-finales du championnat du monde FIDE 2000 à New Delhi avant d'être éliminé par Anand.

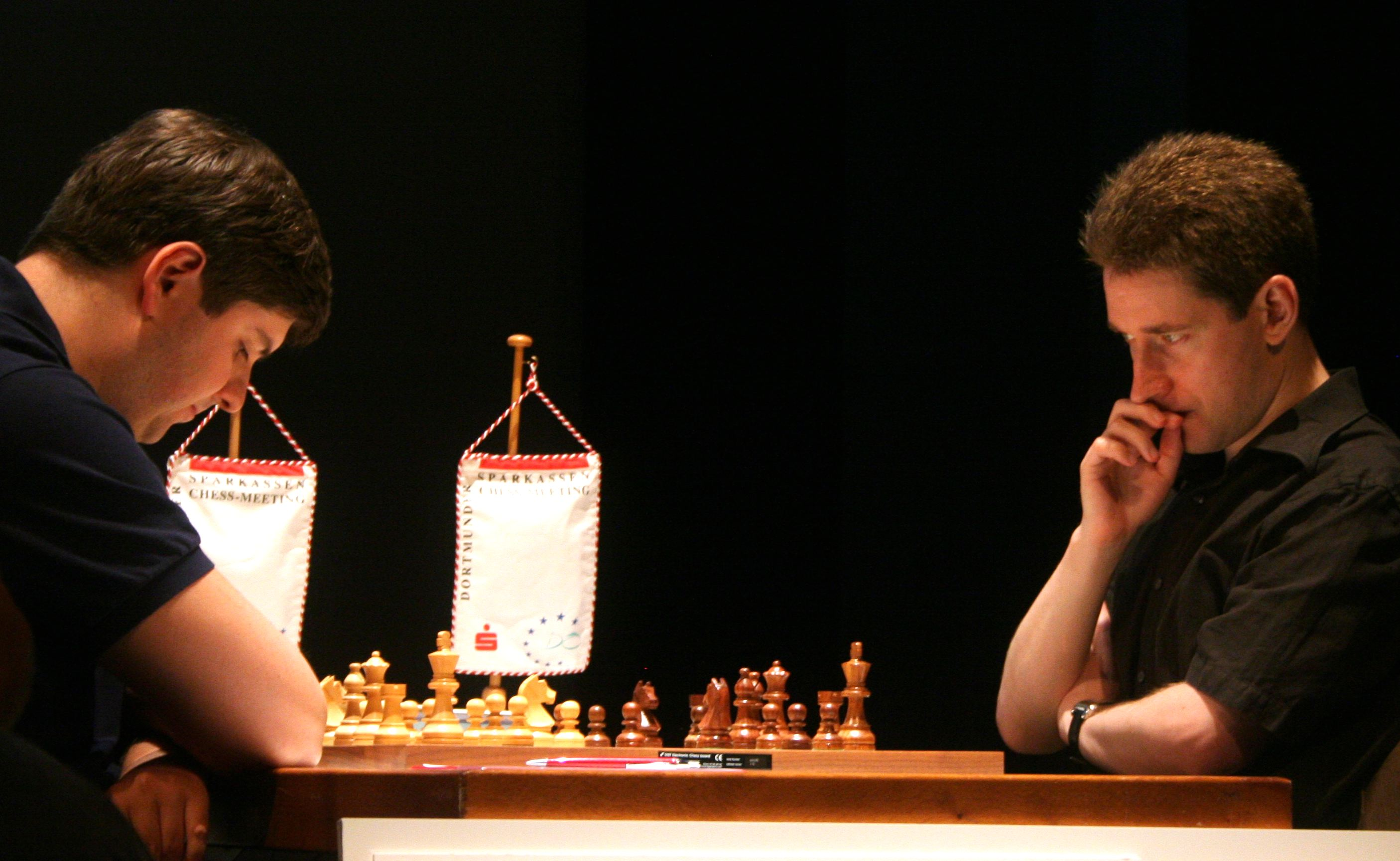
Michael Adams (à droite) face à Svidler en 2006.

- Au championnat du monde 2001-2002 à Moscou, il est éliminé par Peter Svidler en huitième de finale.
- Au championnat du monde 2004 à Tripoli, il parvient en finale, gagnant contre Hussein Asabri, Karen Asrian, Hicham Hamdouchi, Hikaru Nakamura, Vladimir Akopian et Teimour Radjabov, avant de perdre contre Rustam Qosimjonov en finale (3,5-4,5 après le départage en parties rapides, le match avait été nul 3-3 après les six parties classiques).

En 2002, Adams prit part au tournoi d'échecs de Dortmund qui servait de tournoi des candidats pour déterminer le challenger de Kramnik lors du championnat du monde « classique » de 2004. Adams finit troisième sur quatre de son groupe lors de la phase de poule et fut éliminé.
| Année | Lieu      | Résultat                            | Ultime adversaire | Adversaires battus                                                                                  |
| ----- | --------- | ----------------------------------- | ----------------- | --------------------------------------------------------------------------------------------------- |
| 1997  | Groningue | finaliste                           | Viswanathan Anand | Gueorgui Guéorgadzé, Sergei Tiviakov, Peter Svidler, Loek van Wely, Nigel Short                     |
| 1999  | Las Vegas | demi-finaliste                      | Vladimir Akopian  | Mikhaïl Kobalia, Zoltán Almási, Alekseï Dreïev, Vladimir Kramnik                                    |
| 2000  | New Delhi | demi-finaliste                      | Viswanathan Anand | Đào Thiên Hải, Alex Yermolinsky, Peter Svidler, Veselin Topalov                                     |
| 2001  | Moscou    | quatrième tour (huitième de finale) | Peter Svidler     | Gaetan Sarthou, Mikhaïl Kobalia, Vadim Zviaguintsev                                                 |
| 2004  | Tripoli   | finaliste                           | Rustam Qosimjonov | Hussein Asabri, Karen Asrian, Hicham Hamdouchi, Hikaru Nakamura, Vladimir Akopian, Teimour Radjabov |

#### Championnats du monde de 2005 et 2007

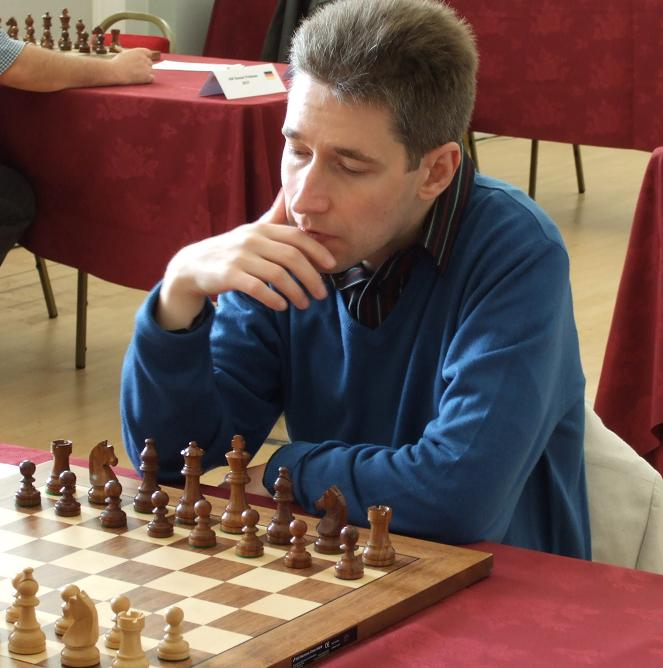
Adams lors des championnats d'Europe 2008 à Liverpool.

- Au championnat du monde 2005 à San Luis, Adams finit à la septième et avant-dernière place, avec le score de 5,5 points sur 14.

- En 2007, lors du tournoi des candidats pour le championnat du monde 2007, disputé à Elista, Adams est éliminé au premier tour par Alexeï Chirov, au départage en parties rapides (3 à 3 lors des parties longues)

### Coupes du monde
Adams a participé six fois à la coupe du monde d'échecs de 2007 à 2019.
- En 2007 et 2015, il fut éliminé au quatrième tour par Magnus Carlsen et par Hikaru Nakamura.
- En 2009, Michael Adams participa à la première édition du tournoi Chess Classic de Londres qui avait lieu en même temps que la coupe du monde 2009 (Adams finit quatrième du tournoi de Londres remporté par Carlsen).
- En 2011 et 2013, il fut éliminé au deuxième tour par Peter Heine Nielsen et  par Youriï Kryvoroutchko (à chaque fois après départages).
- Il perdit au premier tour lors de la Coupe du monde d'échecs 2019.

| Année | Lieu                             | Résultat                            | Ultime adversaire     | Adversaires battus                                     |
| ----- | -------------------------------- | ----------------------------------- | --------------------- | ------------------------------------------------------ |
| 2007  | Khanty-Mansiïsk (coupe du monde) | quatrième tour (huitième de finale) | Magnus Carlsen        | Igor Zugic, Mikhaïl Gourevitch Zhou Jianchao           |
| 2011  | Khanty-Mansiïsk (coupe du monde) | deuxième tour                       | Peter Heine Nielsen   | Mark Paragua                                           |
| 2013  | Tromsø                           | deuxième tour                       | Youriï Kryvoroutchko  | Wan Yunguo                                             |
| 2015  | Bakou                            | quatrième tour (huitième de finale) | Hikaru Nakamura       | Mariya Mouzytchouk, Viktor Láznička, Leinier Domínguez |
| 2017  | Tbilissi                         | deuxième tour                       | Maxim Rodshtein       | Tsegmed Batchuluun                                     |
| 2019  | Khanty-Mansiïsk                  | premier tour                        | Aravindh Chithambaram |                                                        |

### Succès dans les tournois internationaux

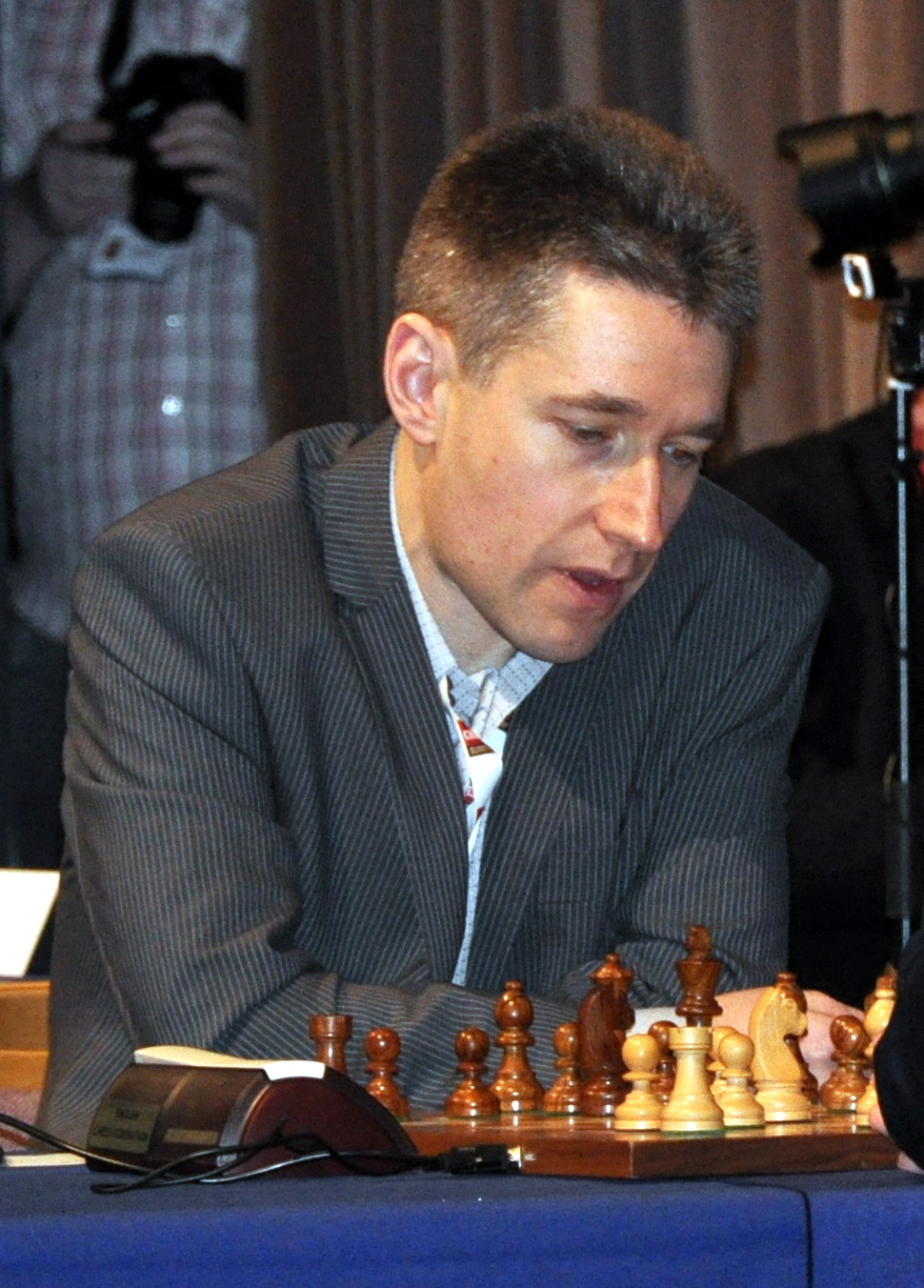
Michael Adams au tournoi de Londres en 2010.

Parmi les résultats marquants d'Adams, il y a :
- deux premières places ex æquo au tournoi open Lloyds Bank de Londres en 1988 et 1990 ;
- la victoire au tournoi de Groningue en décembre 1990, ex æquo avec Piket, Khalifman et Rogers ;
- la victoire au tournoi de Terrassa 1991 au départage devant Jaan Ehlvest (un point devant Ivantchouk, Romanichine, Epichine, Illescas et Lautier) ;
- la victoire au tournoi d'échecs de Tilburg en 1992 (tournoi à élimination directe) ;
- une première place au mémorial Donner de 1994 à Amsterdam, ex æquo avec Arthur Youssoupov et Jeroen Piket.

- deux premières places au tournoi de Dos Hermanas en 1995 (ex æquo avec Kamsky and Karpov) et 1999 (devant Kramnik, Anand, Svidler, Karpov, Topalov et Polgar) ;
- deux victoires à Dortmund : en 1998 (ex æquo avec Kramnik et Svidler) et en 2013 (seul vainqueur) ;
- deux victoires au  mémorial Howard Staunton de Londres en 2007 (devant Loek van Wely et Ivan Sokolov[2]) et 2008 (devant Loek van Wely)[3] ;
- la victoire au 2e Master Ruy Lopez (à Mérida) en avril 2008 (tournoi decatégorie 15) avec 5,5 points sur 7 et une performance Elo de 2 826 points[4] ;
- la victoire au festival d'échecs de Gibraltar en 2010, après des matchs de départages ;
- une première place ex æquo au World Open de Philadelphie en 2011 (deuxième au départage derrière Kamsky) ;
- la victoire au tournoi de Los Angeles en 2011 ;
- deux premières places au tournoi Bunratty en 2012 (ex æquo avec Nigel Short) et 2013

En août 2013, il obtient le meilleur résultat de sa carrière en remportant le tournoi d'échecs de Dortmund avec 7 points sur 9 (5 gains et 4 nulles) et une performance de 2 925 points. Il finit un demi-point devant Kramnik, qui a remporté ce tournoi à dix reprises, et devant huit autres participants ne faisant qu'entre 3 et 4,5 points sur 9. La même année, il finit deuxième du tournoi d'échecs de Bilbao.
En 2018, Michael Adams partage la 5e-6e place, au départage, du festival de Gibraltar, à égalité de points avec le vainqueur Levon Aronian.
Adams compte également deux deuxièmes places ex æquo au tournoi de Wijk aan Zee (en 1991 et 2004).
Michael Adams devient également champion du monde senior en 2023.

### Matchs
Outre les matchs disputés dans le cadre des championnats du monde et des tournois des candidats, Adams a affronté de nombreux adversaires :
- Simen Agdestein à Oslo en 1994, match terminé par l'égalité 2 à 2 ;
- Iván Morovic, battu 4,5 à 1,5 en 1997 à Santiago ;
- Jonathan Rowson, battu 5 à 1 en 1998 à Londres ;
- deux fois Yasser Seirawan aux Bermudes :
  - en 1999, match terminé par l'égalité 5 à 5 ;
  - en 2000, match remporté 5 à 3 ;
- Péter Lékó, à Miskolc en 2005, match rapide terminé par l'égalité 4 à 4.

En juin 2005, Adams accepte de jouer un match en 6 parties contre Hydra, un ordinateur d'échecs qui dispose de 64 processeurs et peut calculer 200 millions de coups par seconde, à Londres. Il perd sèchement, annulant seulement la deuxième partie. Le score final était Hydra 5,5 - Adams 0,5.

### Compétitions par équipe
En 1990, Michael Adams fait partie de l'équipe d'Angleterre (au 4e échiquier) qui remporte la médaille de bronze à l'Olympiade d'échecs de 1990. Depuis 1998, il joue  au premier échiquier de l'équipe anglaise. En 2004, il remporte la médaille de bronze au premier échiquier lors de l'Olympiade d'échecs de 2004.
En 2014 il participe à l'Olympiade d'échecs de 2014 à Tromsø dans l'équipe représentant l'Angleterre. Il y gagne la médaille d'argent du premier échiquier.
Avec ses clubs, il a remporté la coupe d'Europe des clubs d'échecs :
- en 1998 avec le club de Panfox Breda, Pays-Bas ;
- en 2002 avec le club du Bosna Sarajevo ;
- en 2003 et 2004 avec le club du NAO Paris ;
- en 2007 avec le club Linex Magic de Mérida ;
- en 2014 avec le club Sokar de Bakou.

## Exemples de parties
- Vassili Ivantchouk - Michael Adams, Terrassa, 1991, gambit Marshall:

1. e4 e5 2. Cf3 Cc6 3. Fb5 a6 4. Fa4 Cf6 5. 0-0 Fe7 6. Te1 b5 7. Fb3 0-0 8. c3 d5 (ce coup introduit le gambit Marshall) 9. exd5 Cxd5 10. Cxe5 Cxe5 11. Txe5 c6 12. d4 Fd6 13. Te1 Dh4 14. g3 Dh3 15. Fe3 Fg4 16. Dd3 Tae8 17. Cd2 Dh5!? 18. Cf1 Te6 19. Fd1?! f5 20. Fxg4 Dxg4 21. Fd2 Tg6 22. Rg2 f4 23. f3 Dh5 24. g4 Dh4! (24...Cf6?! 25. h3 Dh4 26. Te2 Th6 27. Rg1) 25. Te2 Txg4+ 26. fxg4 f3+ 27. Rh1 fxe2 28. Dxe2 Rh8 29. Rg1 h6 30. Dg2 Ff4 31. Fe1 Dg5 32. h3?! (32. Td1 est recommandé par Michael Adams) 32...Dg6! (force 33. Td1 pour empêcher ...Dd3) 33. Td1 Fb8 34. Td2 Db1 35. Ff2 Rg8! (35...Dxa2 36. Fg3) 36. b3 Ff4 37. Te2 Cxc3 38. Te6 Dxa2 39. Txc6 Dxb3 40. Txa6 Ce2+ 41. Rh1 Fb8 42. Fe1 Dd1 0-1
- Michael Adams - Arthur Youssoupov, Munich, 1993, défense russe (Petrov) :

1. e4 e5 2. Cf3 Cf6 (une ouverture dont Youssoupov est un expert mondial) 3. Cxe5 d6 4. Cf3 Cxe4 5. d4 d5 6. Fd3 Cc6 7. 0-0 Fe7 8. c4 Cb4 9. Fe2 Fe6 10. Cc3 0-0 11. Fe3 f5 12. a3 Cxc3 13. bxc3 Cc6 14. Tb1 f4?! (14...Tb8 15. cxd5 Fxd5 16. Ff4 Fd6 est recommandé par Michael Adams, dans Chess in the fast lane, page 147.) 15. Fc1 Tb8 16. cxd5 Fxd5 17. Te1 Rh8 18. Fd3 Dd7?! (18...Ff6 19. Fc2! est recommandé par Michael Adams) 19. c4! Fxf3 20. Dxf3 Cxd4 21. De4 Cf5 22. Tb5 c5! 23. Fxf4 Tbd8 24. Fc2 b6 25. g4 Tde8 26. Td1 Fd6 27. Dd3 g5! (« ce joli coup pose le piège 28. Fxd6 Cxd6 29. Dxd6 Te1+ 30. Rg2 Dxg4+ 31. Dg3 Txf2+ 32. Rxf2 et les Blancs sont échec et mat par 32...De2. ») 28. Dc3+ Cd4 29. Txd4 Dxg4+ 30. Rh1 Te1+ 31. Dxe1 Df3+ 32. Rg1 gxf4 33. Te4! (et non 33. De4) 33...Tg8+ 34. Rf1 Dh1+ 35. Re2 Tg1 36. Dc3+ Rg8 37. Te8+ Rf7 38. Fe4 Dxh2 39. Ta8 Tg3 40. Txa7+ Re6 41. Fd5+ 1-0 (c'est échec et mat après 41...Rf5 42. Tf7+).